# Kanton Châtellerault-Ouest
Kanton Châtellerault-Ouest is een voormalig kanton van het Franse departement Vienne. Het kanton maakte deel uit van het arrondissement Châtellerault. Het werd opgeheven bij decreet van 26 februari 2014 met uitwerking op 22 maart 2015.

## Gemeenten
Het kanton Châtellerault-Ouest omvatte de volgende gemeenten:
- Châtellerault (deels, hoofdplaats)
- Colombiers
- Thuré